# Cinclidium latifolium
Cinclidium latifolium là một loài Rêu trong họ Mniaceae. Loài này được Lindb. mô tả khoa học đầu tiên năm 1877.